# Judá ben Samuel de Regensburg
Judá ben Samuel de Regensburg (Espira, 1150 - Ratisbona, 22 de febrero de 1217), también llamado HeHasid o 'el Piadoso' en hebreo, era un líder del Hasidim Ashkenaz, un movimiento de misticismo judío en Alemania considerado diferente del misticismo cabalístico porque enfatizaba la una oración específica y conducta moral.
Judá nació en la pequeña ciudad de Speyer, en el moderno estado de Renania-Palatinado, en Alemania, allá por el año 1150, pero luego se estableció en Ratisbona en el estado moderno de Baviera en 1195. Escribió Sefer Hasidim («Libro de los Piadosos»), Sefer Gematriyot («Libro sobre astrología») y Sefer Hakavod («Libro de gloria»), este último se ha perdido y únicamente se conoce por citas que otros autores han hecho de él. Entre sus alumnos más destacados se encontró Moisés de Coucy que escribió el libro Séfer Mitzvot Gadol (conocido por sus siglas, SMaG), sobre preceptos y costumbres judías.

## Biografía

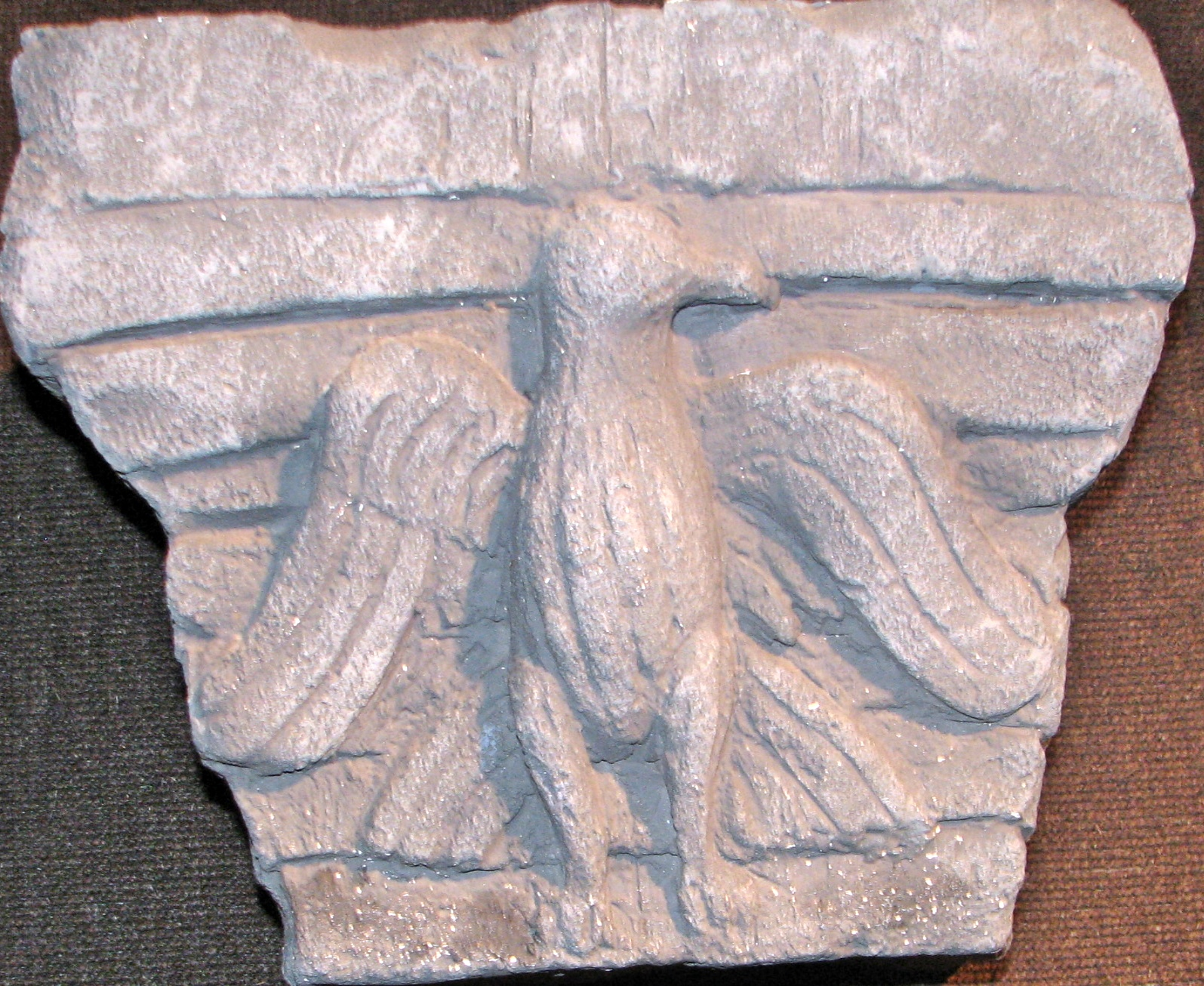
Capitel de un pilar perteneciente a la casa Kalonymos. Museo de la Diáspora en Tel Aviv.

Judá descendía de una antigua familia de cabalistas del norte de Italia que se había establecido en Alemania. Su abuelo Kalonymos era un erudito en Speyer (murió en 1126). Su padre Samuel, también llamado HeHasid ("el piadoso"), HaKadosh, y HaNabi, fue presidente de una Bet Midrash en Speyer, y de él Judá, junto con su hermano Abraham, recibieron sus primeros estudios. Su padre murió mientras Judá todavía era joven. Alrededor de 1195 se trasladó de Speyer para establecerse en Ratisbona, a causa de un «accidente» - muy probablemente una acusación de asesinato ritual el 13 de febrero de 1195 y la siguiente persecución experimentada por los judíos de Speyer.
Fundó una yeshivá en Ratisbona y tuvo muchos alumnos. Entre los que se hicieron famosos se encontraban Eleazar de Worms, autor del Roḳeaḥ; Isaac ben Moses de Viena, autor de Or Zarua; y Baruch ben Samuel de Mainz, autor de Sefer ha-Ḥokmah. Eleazar en varios pasajes se refiere a su maestro en términos expresivos de la más alta estima, tales como «padre de la sabiduría».
Judá dejó un hijo, Moses Zaltman, autor de un comentario sobre varias partes de la Biblia. Algunos estudiosos piensan que este Moisés Zaltman, Zlatman o Blatman fue en realidad el rabino Moses ben Yoel de Regensburg. Se ha supuesto erróneamente que Judá tenía otros dos hijos, Aarón, y David.

### Leyendas de su vida
La leyenda describe a Judá como un excelente arquero que a la edad de dieciocho años ignoraba las oraciones diarias. Sin embargo, cuando repentinamente vino la iluminación sobre él, realizó muchos milagros. Restauró la fertilidad de una joven mujer casada. Se dice que el profeta Elijah participó de su comida del "Seder" y que fue visto por él en una sinagoga. Milagrosamente impidió que un niño judío fuera bautizado, y supo el año exacto de la redención de Israel. Mantuvo comunicaciones con el obispo de Salzburgo y actuó como vidente del duque de Ratisbona.

## Escritos
Es bastante difícil determinar en qué consistió la nueva e importante historia que le atribuye la leyenda, ya que la oscuridad que se extiende sobre sus obras es tan impenetrable como la que rodea su vida. El estudio del Talmud, especialmente cuando fue tratado por sus contemporáneos, le pareció infructuoso. Sin embargo, de vez en cuando se cita como suya una escritura halájica, Gan Bosem, una decisión suya se encuentra en TaSHBaẒ , p. 219, en Or Zarua de R. Isaac, y en la colección de responsa de Meïr Rothenburg; y se encuentra correspondencia de él con célebres halakistas de su edad.
Su comentario sobre el Pentateuco, escrito por sus alumnos después de sus conferencias, era conocido únicamente por citas en comentarios posteriores. Sin embargo, en 1975, el rabino I.S. Langa publicó el comentario de Judá sobre el Pentateuco, aunque se vio obligado a publicar una segunda edición censurada, debido a los comentarios revolucionarios de Judá (en Génesis 48:20; Levítico 2:13; Deuteronomio 2: 8).

### Liturgia
Compuso canciones litúrgicas, pero la autenticidad de las que se le atribuyen es incierta. En cuanto a su Shir Hayichud (siete partes, el octavo se llama Shir HaKavod ), impreso en Tiengen, el año 1560, hay una gran divergencia de opiniones, y la cuestión de su autoría todavía no está decidida. Según Zunz, parece ser genuino, al igual que su oración Yechabeh Dim`ati y su selijot Gadol Yichudcha Elohim Beyisrael. Más probablemente, según las fuentes, su padre, o un cierto Samuel Ḥazzan, que murió como mártir en Erfurt el año 1121, compuso el Shir ha-Yiḥud, y el mismo Judá escribió un comentario al respecto. Varias oraciones se atribuyen erróneamente a Judá; por ejemplo, Zunz erróneamente le atribuye la teḥinnah alfabética Ezkera Yom Moti. Escribió también comentarios sobre varias partes de las oraciones diarias y sobre el Majzor.
Judá recogió las notas de viaje de su conciudadano Petaquias de Ratisbona, aunque de manera incompleta y sin ningún orden. Su principal obra literaria fue ética y mística. Indudablemente genuino es su Sefer HaKavod, que está mencionado por sus alumnos. Aunque hay algunas dudas, generalmente se acepta que la persona que escribió la obra, para trasmitir valores éticos, Tzava'at Rabbi Yehudah Hechasid, impresa en 1583 y traducida al judeo-alemán, en Praga, del siglo XVII al XVIII, fue Harav Yehuda HeChasid Shapiro. Este documento contenía regulaciones sobre los muertos (pp. 1-15), la construcción de casas (pp. 16-21), el matrimonio (pp. 22-32), los matrimonios prohibidos entre hermanastros y hermanastras y entre primos, y varias costumbres y prescripciones supersticiosas (pp 33-final).
También se le atribuye a Judá una obra astrológica, Gemaṭriot, transmitida por sus alumnos y vista por Haim Yossef David; y la obra Sefer ha-Ḥokmah, sobre oraciones, costumbres y la escritura de rollos de la Ley.

### Sefer Ḥasidim

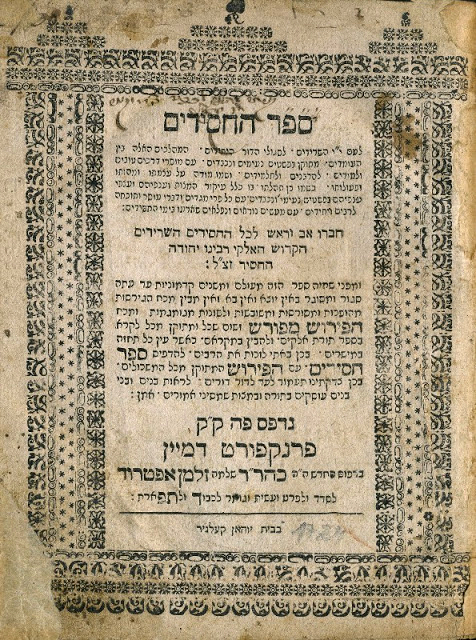
Edición de 1724 del Sefer Hasidim

El trabajo principal, sin embargo, con el que se conecta el nombre de Judá es el Sefer Ḥasidim (Bolonia, 1538, Basilea, 1580, y con frecuencia reimpreso).  Ofrece un relato de la vida religiosa cotidiana de los judíos en la Alemania medieval, sus costumbres, creencias y tradiciones.
Este libro se originó entre finales del siglo XII y principios del XIII en Renania, poco después de la Segunda Cruzada. Después de este tiempo, circuló ampliamente. Influyó en las prácticas religiosas distintivas y el estilo literario hebreo de los judíos en Alemania y también dio forma al discurso sobre la ética judía en la Europa medieval y más allá. El Sefer Ḥasidim no es un trabajo uniforme, ni es el producto de un autor. Se ha dicho que Samuel he-Ḥasid es el autor de las primeras veintiséis secciones. En su forma actual, el libro contiene, según Güdemann, tres revisiones de la misma obra original, de las cuales es sin duda el autor de Judá; y tanto el contenido como el lenguaje del libro indican que se originó en Alemania.

## Misticismo
La importancia precisa de Judá ben Samuel es algo difícil de determinar. Al lado de la religión oficial y dogmática de la Iglesia o la Sinagoga, siempre ha existido una mística que trata en gran medida y más íntimamente la relación personal del individuo con Dios, que a veces se opone a la religión de la sinagoga. El misticismo de Judá estaba en tal etapa de oposición; por lo tanto, subestimó el estudio de la Halajá y se entregó a marcadas desviaciones de las prácticas religiosas aceptadas. Trató místicamente la oración, considerándola más importante que estudiar. Fue realmente él quien introdujo la teosofía entre los judíos de Alemania. Las citas ocasionales de su Sefer HaKavod presentan los elementos sobresalientes de sus puntos de vista. La concepción de una relación personal con el Señor hace tiempo que los pensadores judíos sienten que es inconsistente con su naturaleza espiritual. Judá y su escuela, por lo tanto, aunque no los primeros, se distinguieron entre el Ser Divino ('Eẓem) y la Majestad Divina  (Kavod). El Ser Divino, llamado también Ḳedushshah, habita en el oeste, invisible para los hombres y los ángeles. El Ser Divino es superior a toda percepción humana. Cuando Dios se revela a los hombres y a los ángeles, aparece en la forma de la Divina Majestad. La Divina Majestad, entonces, habitando en el este y creada a partir del fuego divino, sostiene el trono divino, fiel a su naturaleza de representar a los ojos humanos el Ser Divino. El trono está cubierto por el sur, este y norte, mientras que está abierto hacia el oeste para permitir que el reflejo del Ser Divino que mora en el oeste brille sobre él. Está rodeado por las legiones celestiales de ángeles, cantando a la gloria del Creador.
Al carecer del estudio filosófico común entre los judíos españoles -aunque conocía a Ibn Ezra, Saadia Gaon, algunos caraítas y tal vez a Maimónides- , Judá no redujo sus teorías místico-teosóficas a un sistema, y por lo tanto son difíciles de estudiar. Su importancia intelectual no es clara en general. Zunz dice de él: «Vindicar lo que es noble en los esfuerzos humanos, y las más altas aspiraciones de los israelitas, y descubrir las verdades más íntimas aludidas en los Libros Sagrados, parecía ser el propósito último de una mente en la cual las cualidades poéticas, morales y divinas se fusionaron».